# Sneakin' Sally Through the Alley (album)
| Recensione                        | Giudizio        |
| --------------------------------- | --------------- |
| AllMusic                          | [ 2 ]           |
| The New Rolling Stone Album Guide | [ 3 ]           |
| Sputnikmusic                      | 4.1 (Excellent) |
| Dizionario del Pop-Rock           | [ 5 ]           |

Sneakin' Sally Through the Alley è il primo album discografico solistico del cantante britannico Robert Palmer, pubblicato dalla casa discografica Island Records nel settembre del 1974.

## Tracce

### LP
Lato A
1. Sailin' Shoes – 2:44 (Lowell George, Fred Martin)
2. Hey Julia – 2:24 (Robert Palmer)
3. Sneakin' Sally Through the Alley – 4:21 (Allen Toussaint)
4. Get Outside – 4:32 (Robert Palmer)
5. Blackmail – 2:32 (Robert Palmer, Lowell George)

Lato B
1. How Much Fun – 3:02 (Robert Palmer)
2. From a Whisper to a Scream – 3:32 (Allen Toussaint)
3. Through It All There's You – 12:17 (Robert Palmer)

## Musicisti
Sailin' Shoes
- Robert Palmer - voce, accompagnamento vocale-cori
- Lowell George - chitarra
- Leo Nocentelli (The Meters) - chitarra
- Art Neville (The Meters) - tastiere
- George Porter Jr. (The Meters) - basso
- Zig Modeliste (The Meters) - batteria
- Vicki Brown - accompagnamento vocale-cori

Hey Julia
- Robert Palmer - voce, basso, marimba, percussioni, accompagnamento vocale-cori
- Jim Mullen - chitarra
- Vicki Brown - accompagnamento vocale-cori
- Jody Brown - percussioni

Sneakin' Sally Through the Alley
- Robert Palmer - voce, accompagnamento vocale-cori
- The Meters - sezione ritmica
- Lowell George - chitarre
- Steve York - armonica
- Jody Brown - percussioni

Get Outside
- Robert Palmer - voce
- Lowell George - chitarre
- Cornell Dupree - chitarre
- Richard Tee - pianoforte
- Gordon Edwards - basso
- Mel Collins - strumento a fiato
- Bernard Purdie - batteria
- Gaspar Lawal - percussioni
- Vicki Brown - accompagnamento vocale-cori

Blackmail
- Robert Palmer - voce
- Cornell Dupree - chitarre
- Richard Parfitt - chitarre
- Richard Tee - pianoforte
- Gordon Edwards - basso
- Bernard Purdie - batteria

How Much Fun
- Robert Palmer - voce
- The Meters - sezione ritmica
- Lowell George - chitarra
- Mongezi - flageolet
- Jody Brown - percussioni

From a Whisper to a Scream
- Robert Palmer - voce
- The Meters - sezione ritmica
- Lowell George - chitarra
- Chris Stainton - pianoforte

Through It All There's You
- Robert Palmer - voce, chitarra ritmica, armonie vocali
- Cornell Dupree - chitarra
- Steve Winwood - pianoforte
- Onaje (Onaje Allan Gumbs) - pianoforte elettrico
- Richard Tee - organo
- Mel Collins - strumento a fiato
- Mongezi - strumento a fiato
- Jack Vance - strumento ad arco
- Gordon Edwards - basso
- Bernard Purdie - batteria
- Gaspar Lawal - percussioni

Note aggiuntive
- Steve Smith - produttore
- Registrazioni effettuate al Sea Saint Studios di New Orleans, Louisiana (Stati Uniti) ed al Media Sound Studios di New York City, New York[7]
- Phil Brown - ingegnere delle registrazioni, ingegnere del mixaggio
- Ken Laxton - ingegnere delle registrazioni
- Alan Varner - ingegnere delle registrazioni
- Rhett Davies - ingegnere delle registrazioni
- Graham Hughes - progetto e foto copertina album[6]

## Classifica
Album
| Anno | Classifica    | Posizione raggiunta |
| ---- | ------------- | ------------------- |
| 1975 | Billboard 200 | 107                 |